# Campanula cymaea
Campanula cymaea là loài thực vật có hoa trong họ Hoa chuông. Loài này được Phitos mô tả khoa học đầu tiên năm 1964.